# Polgári Irreguláris Védelmi Csoport
A Polgári Irreguláris Védelmi Csoport (angolul: Civilian Irregular Defense Group, rövidítve CIDG) olyan felfegyverzett civil milícia, irreguláris fegyveres erő volt a vietnámi háború során, amelyet kezdetben főleg a CIA, majd később az amerikai különleges alakulatok képeztek ki.
A program 1961-ben kezdődött meg a Dél-Vietnám és Laosz határvidékén fekvő hegyekben elzártan élő törzsi népcsoportok soraiban. A csoportokat eredetileg önvédelmi célokból fegyverezték fel, de harci képességük messze alulmaradt az észak-vietnámi csapatokhoz képest. Jó helyismeretük miatt viszont felderítői feladatokban rendkívül hasznosnak bizonyultak. Szervezetileg a CIDG csoportok a dél-vietnámi különleges erőkhöz tartoztak, de ez a kapcsolat meglehetősen rossz volt. 1970-től a vietnamizáció keretében a CIDG egységeket és kiképzőtáborokat beolvasztották a VKH-ba. A Polgári Irreguláris Védelmi Csoportok létszáma a program tetőpontján elérte négy gyaloghadosztály létszámát.